# Gregor Morfill
Gregor Eugen Morfill (* 23. Juli 1945 in Oberhausen) ist ein deutscher Physiker, der in der astrophysikalischen Grundlagenforschung arbeitet und sich mit komplexen Plasmen sowie Plasmamedizin beschäftigt.

## Leben und Wirken
Gregor Morfill zog 1961 nach England. Dort schloss er seine Schulausbildung ab und studierte ab 1964 Physik am Imperial College London. 1967 machte er den Abschluss als Bachelor of science, 1968 erhielt er das Diplom des Imperial Colleges (DIC) und 1971 wurde er mit der Arbeit Satellite studies of energetic particles above the atmosphere zum Ph.D. promoviert. Anschließend ging er an das Max-Planck-Institut für extraterrestrische Physik in Garching. 1977 wurde er an der Universität Heidelberg habilitiert.
1975 erhielt er eine Professur am Max-Planck-Institut für Kernphysik in Heidelberg. 1983 leitete er das Theoretische Astronomieprogramm an der University of Arizona. 1984 wurde er Direktor am Max-Planck-Institut für extraterrestrische Physik.
Morfill ist der Autor und Koautor von über 500 wissenschaftlichen Veröffentlichungen. Neben seinen astrophysikalischen Arbeiten leistet Gregor Morfill wichtige Beiträge zum Thema „staubige komplexe Plasmen“ (mit Anwendung auf Weltraumplasmen und die Erklärung der Struktur der Saturnringe), zur Entdeckung der Plasmakristalle als fester Aggregatzustand staubiger Plasmen (entdeckt 1994) und zur mikroskopischen Analyse des Schmelzvorgangs in Plasmakristallen. Er befasst sich mit Weltraum-Plasmen mit Beteiligung an Experimenten in der Internationalen Raumstation (ISS), wie dem Experiment PKE-Nefedov (2001–2005) in Zusammenarbeit mit der russischen Raumfahrtagentur und dem Institut für hohe Energiedichten (IHED, JIHT) in Moskau, und mit Plasmaanwendungen in der Medizin wie bei der Behandlung chronischer Wunden. Mit Scheingraber ist er Autor eines populärwissenschaftlichen Buchs über Chaostheorie.
Seit 2011 ist er im wissenschaftlichen Beirat der Bauman Universität in Moskau. Im selben Jahr war er Mitgründer des Unternehmens terraplasma in Garching bei München, das Geräte und Verfahren entwickelt, die Kalte Plasmen unter anderem in der Medizin für die Wundheilung einsetzen. 2016 wurde das Tochterunternehmen terraplasma medical gegründet, die Kaltplasma-Geräte entwickelt und vertreibt.

## Auszeichnungen
- 1998: Anerkennungspreis des Bayerischen Ministerpräsidenten
- 1998: Wissenschaftspreis: Forschung zwischen Grundlagen und Anwendungen des Stifterverbandes für die Deutsche Wissenschaft[4]
- 1999: Mitglied der Russischen Akademie der Wissenschaften
- 2003: Ehrendoktorwürde der TU Berlin[5]
- 2007: Ziolkowski-Medaille der Russischen Raumfahrt-Agentur Roskosmos[6]
- 2010: Fellow des Institute of Physics
- 2011: James-Clerk-Maxwell-Preis für Plasmaphysik der American Physical Society, für grundlegende und wesentliche Beiträge zum Forschungsgebiet staubiger Plasmen, einschließlich Arbeiten die zur Entdeckung von Plasmakristallen führten, zur Erklärung der komplizierten Struktur der Saturnringe und für Mikrogravitations-Experimente über staubige Plasmen zunächst auf Parabelflügen und dann in der Internationalen Raumstation[7][8]
- Ehrenprofessor der University of Arizona
- Ehrenprofessor der University of Leeds
- Patten Preis
- Gagarin Medaille
- URGO Foundation for Advances in Dermatology Award

## Schriften
- Röntgen- und gammaastronomische Beobachtungen und das Problem der Antimaterie im Universum. Spezialvorlesung im Sommersemester 1974 an der TU München. Max-Planck-Institut für extraterrestrische Physik, Garching 1974.
- Physics and chemistry in the primitive solar nebula. Max-Planck-Institut für extraterrestrische Physik, Garching 1983.
- mit Rosolino Buccheri (Hrsg.): Galactic astrophysics and gamma-ray astronomy. Nachdruck aus: Space science reviews. Vol. 36, Nr. 1–3. Reidel, Dordrecht, Boston 1983.
- mit Harald Atmanspacher: Einführung in die Theorie des deterministischen Chaos. Vorlesung im Sommersemester 1986 an der Universität Heidelberg. Max-Planck-Institut für extraterrestrische Physik, Garching 1986.
- mit Herbert Scheingraber: Chaos ist überall… und es funktioniert. Ullstein, Frankfurt am Main 1991, ISBN 3-550-06509-4.
- mit Michael F. Sterzik: Evolution of protoplanetary disks with condensation and coagulation. Max-Planck-Institut für extraterrestrische Physik, Garching 1994, doi:10.1006/icar.1994.1162.
- mit Alexei V. Ivlev, Uwe Konopka: Coagulation of Charged Microparticles in Neutral Gas and Charge-Induced Gel Tramsitions. In: Physical Review Letters. 89, Artikel 195502, 2002, S. 1–4 (Abstract).
- mit Milenko Rubin-Zuzuc, Hermann Rothermel et al.: Highly Resolved Fluid Flows: „Liquid Plasmas“ at the Kinetic Level. In: Physical Review Letters. 92, Artikel 175004, 2004 (Abstract).
- mit Shota Nunomura, Dmitry Samsonov, Sergey Zhdanov: Heat Transfer in a Two-Dimensional Crystalline Complex (Dusty) Plasma. In: Physical Review Letters. 95, Artikel 025003, 2005 (Abstract).
- mit Sergei A. Khrapak, Alexei V. Ivlev et al.: Critical Point in Complex Plasmas. In: Physical Review Letters. 96, Artikel 015001, 2006 (Abstract).
- mit Milenko Rubin-Zuzic, Alexei V. Ivlev et al.: Kinetic Development of Crystallization Fronts in Complex Plasmas. In: Nature Physics. 2, 2006, S. 181–185 (Abstract).
- mit Vladim N. Tsytovich, Sergey V. Vladimirov, Hubertus M. Thomas: Elementary physics of complex plasmas. In: Lecture Notes in Physics. Band 731. Springer, 2008.
- mit Mona Laroussi, M. Kong, Wilhelm Stolz (Hrsg.): Plasma medicine. Applications of low temperature gas plasmas in medicine and biology. Cambridge University Press, Cambridge 2012, ISBN 978-1-107-00643-0.